# Yustinus Harjosusanto

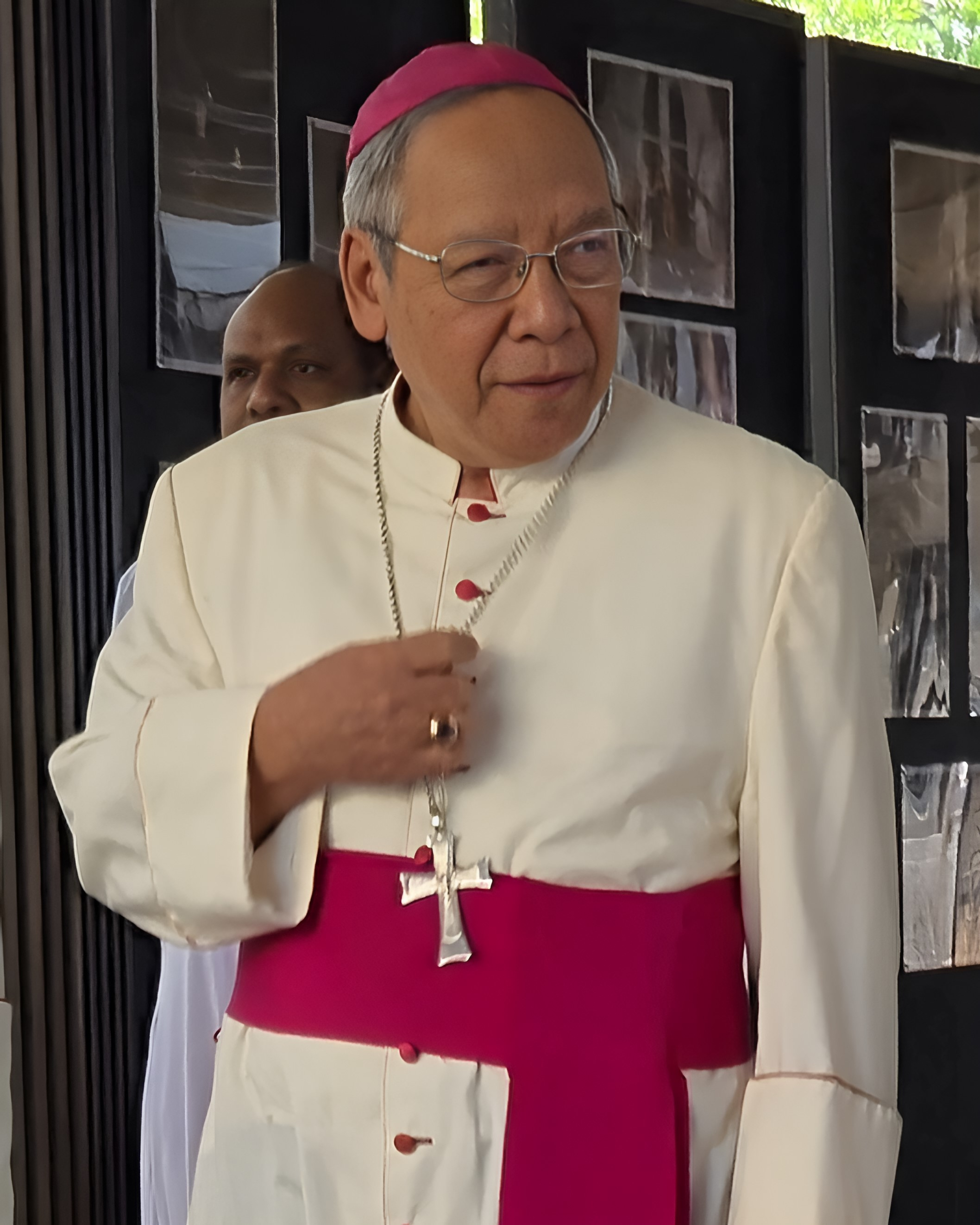
Yustinus Harjosusanto, 2024

Yustinus Harjosusanto MSF (nascido em 5 de setembro de 1953) é um arcebispo católico romano da Indonésia.

## Biografia
No dia 6 de janeiro de 1982 Harjosusanto foi ordenado sacerdote da Congregação dos Missionários da Sagrada Família. Em 9 de janeiro de 2002, Harjosusanto foi nomeado bispo da recém-formada Diocese Católica Romana de Tanjung Selor, e em 14 de abril de 2002 foi ordenado bispo na Igreja de Santa Maria, Tarakan.
Em 15 de fevereiro de 2015, Harjosusanto foi escolhido pelo Papa Francisco para ser arcebispo da Arquidiocese Católica Romana de Samarinda, sucedendo ao falecido Florentinus Sului Hajang Hau.